# Julio Ribas
Julio César Ribas (Rivera, 8 de janeiro de 1957) é um treinador e ex-futebolista uruguaio que atuava como meio-campista. Atualmente, é treinador da Seleção Gibraltina de Futebol.
Ele é pai do atacante Sebastián Ribas.

## Títulos

### Como treinador
Sud América
- Campeonato Uruguaio – Segunda Divisão: 1994

Bella Vista
- Campeonato Uruguaio – Segunda Divisão: 1997
- Liguilla Pré-Libertadores da América: 1998

Peñarol
- Campeonato Uruguaio: 1999

Liverpool
- Campeonato Uruguaio – Segunda Divisão: 2002

## Polêmicas
Era treinador do Peñarol durante a partida entre Flamengo e Peñarol válida pela extinta Copa Mercosul edição 1999, onde nesse jogo, teve uma pancadaria generalizada entre jogadores de ambas as equipes. Após essa partida, o Flamengo obteve a classificação para a final pelo placar agregado 5x2, sagrando-se campeão após derrotar o Palmeiras